# Raïon de Louga
Le raïon de Louga (en russe : Лужский район, Loujski raïon) est une subdivision administrative de l'oblast de Léningrad, dans le nord-ouest de la Russie. Son centre administratif est la ville de Louga.

## Géographie
Le raïon couvre une superficie de 7 431 km2. Il est limité au nord par le raïon de Volossovo, le raïon de Gatchina et le raïon de Tosno, à l'est et au sud-est par l'oblast de Novgorod, au sud-ouest par l'oblast de Pskov et au nord-ouest par le raïon de Slantsy.